# Ryan Kent
Ryan Kent (Oldham, 11 november 1996) is een Engels voetballer die doorgaans als aanvaller speelt. 

## Clubcarrière
Kent werd geboren in Oldham en sloot zich op zesjarige leeftijd aan in de jeugdacademie van Liverpool. In de voorbereiding op het seizoen 2015/16 mocht hij met het eerste elftal mee naar Thailand, Australië en Maleisië. In september 2015 werd de aanvaller voor vier maanden verhuurd aan Coventry City. Op 12 september 2015 maakte hij zijn opwachting in de League One tegen Scunthorpe United. Zijn eerste competitietreffer volgde op 3 november 2015 tegen Barnsley. In januari 2016 werd hij teruggeroepen door Liverpool. Op 8 januari 2016 debuteerde Kent voor Liverpool in de FA Cup tegen Exeter City. Hij startte in de basiself en werd na 57 minuten vervangen door Pedro Chirivella.

## Clubstatistieken
| Seizoen | Club            | Competitie           | Competitie | Competitie | Competitie | Beker | Beker | Beker | Internationaal | Internationaal | Internationaal | Totaal | Totaal | Totaal |
| Seizoen | Club            | Competitie           | Wed.       | Dlp.       | Ass.       | Wed.  | Dlp.  | Ass.  | Wed.           | Dlp.           | Ass.           | Wed.   | Dlp.   | Ass.   |
| ------- | --------------- | -------------------- | ---------- | ---------- | ---------- | ----- | ----- | ----- | -------------- | -------------- | -------------- | ------ | ------ | ------ |
| 2015/16 | Liverpool       | Premier League       | 0          | 0          | 0          | 1     | 0     | 0     | —              | —              | —              | 1      | 0      | 0      |
| 2015/16 | → Coventry City | EFL League One       | 17         | 1          | 1          | 0     | 0     | 0     | —              | —              | —              | 17     | 1      | 1      |
| 2016/17 | → Barnsley      | EFL Championship     | 44         | 3          | 3          | 3     | 0     | 0     | —              | —              | —              | 47     | 3      | 3      |
| 2017/18 | → SC Freiburg   | Bundesliga           | 6          | 0          | 0          | 0     | 0     | 0     | —              | —              | —              | 6      | 0      | 0      |
| 2017/18 | → Bristol City  | EFL Championship     | 10         | 0          | 2          | 1     | 0     | 0     | —              | —              | —              | 11     | 0      | 2      |
| 2018/19 | → Rangers       | Scottish Premiership | 27         | 6          | 6          | 7     | 0     | 2     | 9              | 0              | 1              | 43     | 6      | 9      |
| 2019/20 | Rangers         | Scottish Premiership | 21         | 7          | 0          | 4     | 0     | 2     | 8              | 1              | 2              | 33     | 8      | 4      |
| 2020/21 | Rangers         | Scottish Premiership | 37         | 10         | 11         | 3     | 0     | 0     | 12             | 3              | 4              | 52     | 13     | 15     |
| 2021/22 | Rangers         | Scottish Premiership | 26         | 2          | 11         | 4     | 0     | 1     | 16             | 1              | 7              | 46     | 3      | 19     |
| 2022/23 | Rangers         | Scottish Premiership | 29         | 3          | 10         | 6     | 0     | 0     | 9              | 0              | 0              | 44     | 3      | 10     |
| 2023/24 | Fenerbahçe      | Süper Lig            | 8          | 0          | 0          | 0     | 0     | 0     | 10             | 1              | 2              | 18     | 1      | 2      |
| 2024/25 | Fenerbahçe      | Süper Lig            | 0          | 0          | 0          | 0     | 0     | 0     | 1              | 0              | 0              | 1      | 0      | 0      |
| TOTAAL  | TOTAAL          | TOTAAL               | 225        | 32         | 44         | 29    | 0     | 5     | 65             | 6              | 16             | 319    | 38     | 65     |

Bijgewerkt tot en met 23 juli 2024.

## Interlandcarrière
Kent maakte in 2013 twee doelpunten in twee interlands voor Engeland –18. In 2015 debuteerde hij in Engeland –20.